# نیو وودویل (اکلاهما)
نیو وودویل(به انگلیسی: New Woodville) شهری در ایالت اکلاهما کشور ایالات متحده آمریکا است که جمعیت آن در سرشماری سال ۲۰۱۰ میلادی، ۱۳۲ نفر بوده‌است.